# 阿斯萨恩德
阿斯萨恩德（Assandh），是印度哈里亚纳邦Karnal县的一个城镇。总人口22707（2001年）。

## 人口
该地2001年总人口22707人，其中男性12082人，女性10625人；0—6岁人口3424人，其中男1851人，女1573人；识字率61.54%，其中男性为66.93%，女性为55.42%。